# Forte do Pico da Ilha do Porto Santo

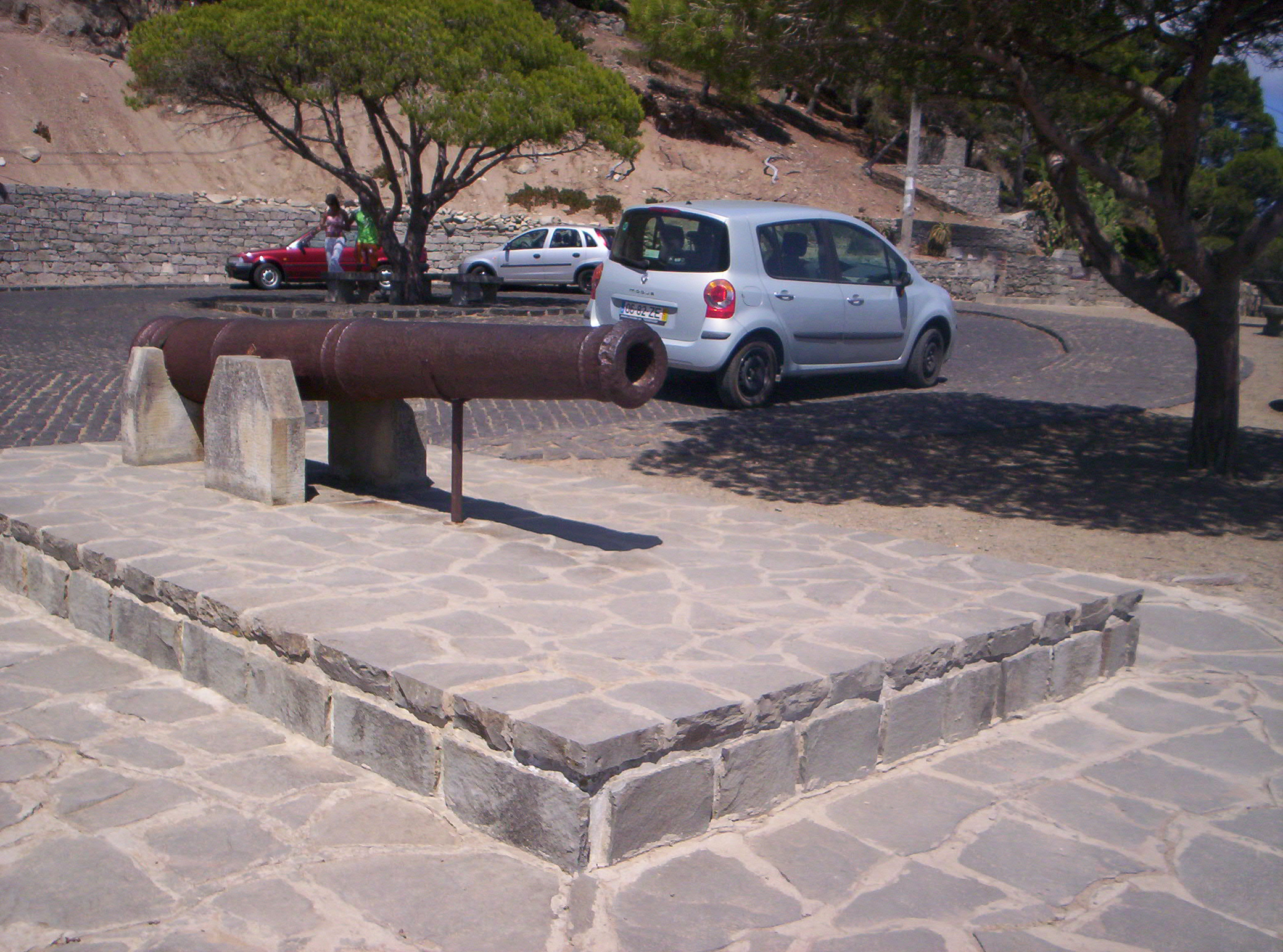
Castelo do Pico, Porto Santo: vestígios.

O Forte do Pico, também referido como Castelo do Pico, localizava-se na freguesia e concelho do Porto Santo, na ilha do Porto Santo, na Região Autónoma da Madeira.

## História
Em virtude dos sucessivos ataques de piratas da Barbária e outros à ilha do Porto Santo, entre os quais de destacou o de 1619, no qual pereceu ou foi escravizada quase toda a população com exceção de apenas 18 homens e 7 mulheres, Filipe III de Espanha procurou repovoar a ilha, determinando a construção de uma fortificação para a proteção das gentes.
O local escolhido foi o pico rochoso que domina Vila Baleira, determinando edificar, ao abrigo de seus muros, casas de residência, armazéns e uma cisterna, artilhando-o.
Em 1624 foi instituído o cargo de Condestável, sendo provido Francisco de Sousa com um soldo anual de 24$ e duas pipas de vinho, pago pelo almoxarifado do Porto Santo.
De acordo com o "Elucidário Madeirense", o governador do Porto Santo, Martim Mendes de Vasconcelos, interessou-se vivamente pela recuperação da mesma, tendo os tijolos de que eram feitas as abóbadas do forte sido fabricados na própria ilha.